# 愛媛県の観光地

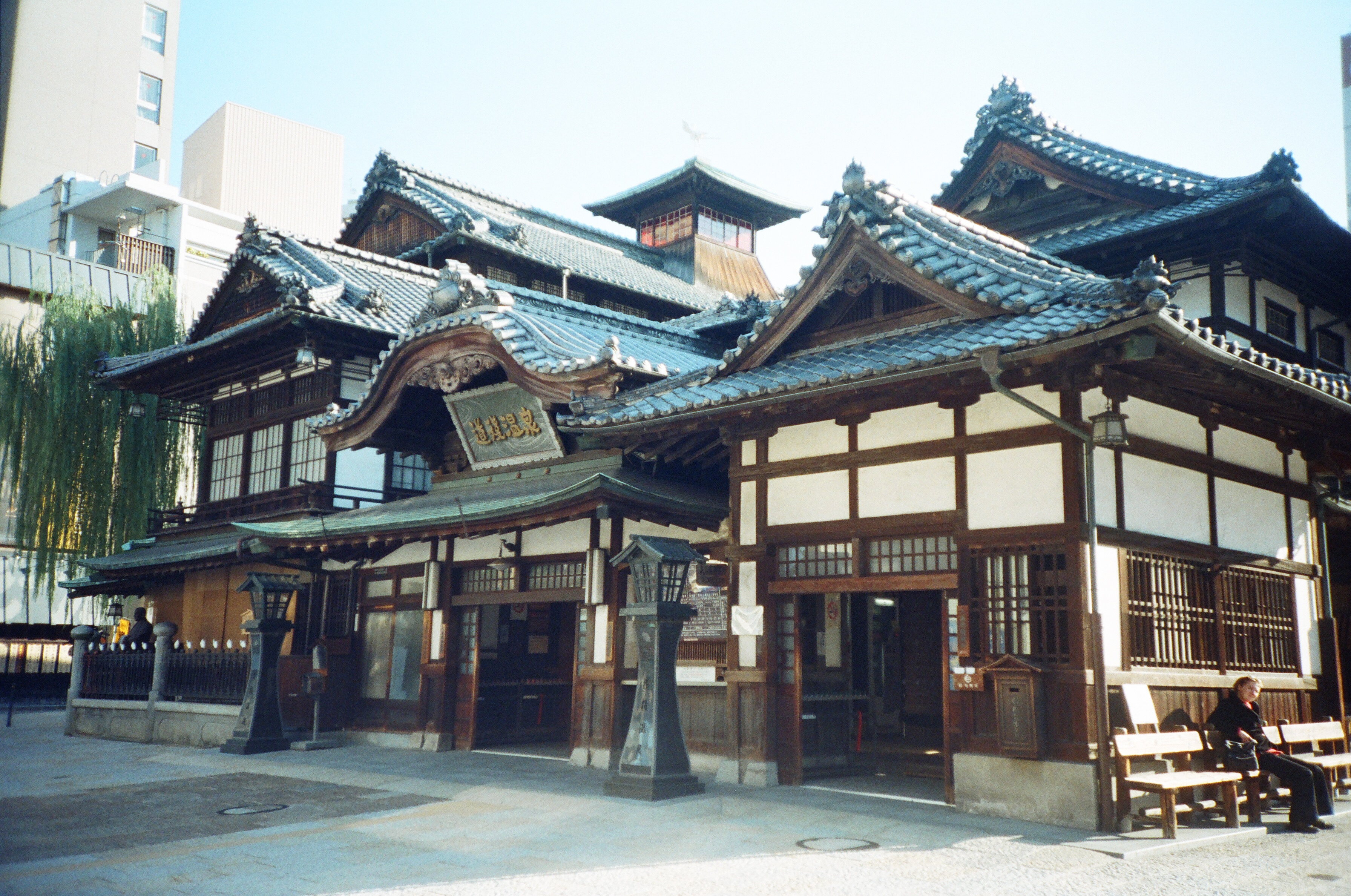
道後温泉

愛媛県の観光地（えひめけんのかんこうち）は、愛媛県内の主要な観光地に関する項目である。

## 対象別

### 文化財等

#### 国宝建築
- 石手寺 二王門（松山市）[1]
- 太山寺 本堂（松山市）
- 大宝寺 本堂（松山市）

- 石手寺二王門
- 太山寺本堂
- 大宝寺本堂

#### そのほかの国宝
- 絹本着色豊臣秀吉像（宇和島市・宇和島伊達文化保存会）
- 大山祇神社の鎧・刀剣など８件[2]（今治市・大三島）
- 伊予国奈良原山経塚出土品（今治市玉川町・玉川近代美術館）

#### 国の名勝
- 天赦園（宇和島市）
- 臥龍山荘庭園（大洲市）：臥龍淵と不老庵が四国八十八景49番
- 岩屋（久万高原町）
- 古岩屋（久万高原町）
- 面河渓（久万高原町）
- 大三島（今治市）
- 八幡山（やわたやま）（今治市・伊予大島）
- 千疋（せんびき）のサクラ（今治市玉川町鈍川）
- 波止浜（今治市）
- 志島ヶ原（今治市）
- 保国寺庭園（西条市）
- 星ヶ森（西条市）：四国八十八景63番
- 旧広瀬氏庭園（新居浜市）

- 天赦園
- 古岩屋
- 面河渓

#### 特別天然記念物
- 八釜の甌穴群（久万高原町柳井川）
- カワウソ（地域を定めず）

#### 国の重要伝統的建造物群保存地区
- 内子町八日市護国伝統的建造物群保存地区（内子町）：四国八十八景50番
  - 内子及び周辺地域の製蝋用具1444点【国の重要有形民俗文化財】
- 西予市宇和町卯之町伝統的建造物群保存地区（西予市）

#### 国の重要文化的景観
- 遊子水荷浦の段畑（宇和島市遊子）：四国八十八景45番
- 奥内の棚田及び農山村景観（北宇和郡松野町）
- 宇和海狩浜の段畑と農村景観（西予市明浜町）

- 八日市護国
- 宇和町卯之町
- 遊子水荷浦の段畑

#### 国の重要文化財・史跡および県指定文化財
- 重要文化財宇和島城（宇和島市）
- 重要文化財 萬翠荘 （松山市）
- 重要文化財 大山祇神社（今治市・大三島）
- 国の史跡 伊予国分寺塔跡（今治市）

#### 登録記念物
- 穂積橋（宇和島市新町）
- 四十島（松山市）
- 八束氏庭園（松山市持田町）
- 瓢箪島（今治市）

- 四十島（ターナー島）

#### 文化施設
博物館・美術館
水族館
- 四万十川学習センターおさかな館

- 愛媛県歴史文化博物館（西予市）
- 高畠華宵大正ロマン館（松山市）
- 四国鉄道文化館（西条市）
- 愛媛県総合科学博物館（新居浜市）

### 公園等

#### 国立・国定・国営公園
- 国立公園
  - 足摺宇和海国立公園
  - 瀬戸内海国立公園
- 国定公園
  - 石鎚国定公園：石鎚山山頂は四国八十八景64番

- 足摺宇和海国立公園
（宇和海）
- 瀬戸内海国立公園
（佐田岬）
- 石鎚国定公園
（石鎚山）

#### 県立自然公園
- 四国カルスト県立自然公園：五段高原付近は四国八十八景32番、天狗高原付近は同33番
- 篠山県立自然公園
- 佐田岬半島宇和海県立自然公園
- 肱川県立自然公園
- 皿ヶ嶺連峰県立自然公園
- 奥道後玉川県立自然公園
- 金砂湖県立自然公園

- 四国カルスト県立自然公園（当公園の核心部五段高原）
- 篠山県立自然公園（篠山）
- 皿ヶ嶺連峰県立自然公園（皿ヶ嶺竜神平）
- 金砂湖県立自然公園（金砂湖）

#### 県立都市公園
- 南予レクリエーション都市公園（南レク）
- 道後公園
- 愛媛県立とべ動物園

- 道後公園
- 愛媛県立とべ動物園

#### 大型公園・遊園地・運動公園
- 松山総合公園
- えひめこどもの城
- 愛媛県総合運動公園
- 松山中央公園 運動広場

- 松山総合公園
- えひめこどもの城
- 愛媛県総合運動公園
- 松山中央公園（愛媛県武道館）

#### 恋人の聖地
- ふたみシーサイド公園／恋人岬
- 松山自動車道／伊予灘サービスエリア（上下線の２箇所）
- 松山城二之丸史跡庭園
- 具定展望台
- 恋人の聖地サテライト：北条鹿島

- ふたみシーサイド公園
- 伊予灘サービスエリア 下り
- 松山城二之丸史跡庭園
- 具定展望台
- 北条鹿島 山頂展望台

### 祭事・行事
- 伊予神楽（いよかぐら）【国の重要無形民俗文化財】（宇和島市および北宇和郡）
- 鹿踊（宇和島市）
- 和霊大祭（宇和島市）
- 西条祭り（西条市）
- 新居浜太鼓祭り（新居浜市）
- 土居太鼓祭り（四国中央市）

- 西条祭り
- 新居浜太鼓祭り
- 土居太鼓祭り

## 地域別

### 南予

#### 宇和島圏
- 愛南町 - 紫電改展示館、外泊（四国八十八景44番）、須ノ川海岸、須ノ川公園、宇和海展望タワー、宇和海海域公園・鹿島、高茂岬（四国八十八景43番）
- 宇和島市 - 宇和島城、道の駅みま、道の駅うわじま きさいや広場、宇和島市営闘牛場、宇和島市立伊達博物館、大乗寺、滑床渓谷（雪輪の滝・四国八十八景47番）、南楽園、名勝天赦園、道の駅津島やすらぎの里、遊子水荷浦の段畑、和霊神社、西江寺、吉田公園、丸山公園、宇和島市立歴史資料館、和霊大祭
- 松野町 - 四万十川学習センターおさかな館
- 鬼北町 - 成川渓谷（四国八十八景46番）、でちこんか

- 外泊
- 天赦園の白玉藤
- 滑床渓谷
- 四万十川学習センターおさかな館

#### 八幡浜・大洲圏
- 西予市 - クアテルメ宝泉坊、重伝建宇和町卯之町（愛媛県歴史文化博物館、宇和米博物館、開明学校など）、大野ヶ原、道の駅どんぶり館、鯨塚、金剛寺、龍澤寺、若宮神社、福島、西予市立美術館「ギャラリーしろかわ」、こけむしろ（四国八十八景48番）、乙亥大相撲、Z-1グランプリ、どろんこ祭り
- 八幡浜市 - 道の駅八幡浜みなっと、三島神社、龍潭寺、向灘の段々畑（四国八十八景51番）、真穴の座敷雛
- 伊方町 - 佐田岬、佐田岬灯台（四国八十八景52番）、法通寺のナギ、道の駅伊方きらら館、三崎港
- 大洲市 - 臥龍山荘、大洲城、瑞龍寺、高山のメンヒル、八幡神社、稲荷山公園、青島、おはなはん通り、住吉公園、フラワーパークおおず、大洲の鵜飼、るり姫祭り
- 内子町 - 重伝建八日市護国（内子座、木蝋資料館上芳我邸など）、道の駅内子フレッシュパークからり、三嶋神社、五十崎凧博物館

- 大洲城（木造復元天守）
- 内子座
- 大野ヶ原
- 宇和町卯之町
（開明学校）

### 中予

#### 松山圏
- 松山市 - 松山城（四国八十八景53番）・城山公園、道後温泉・道後温泉本館（四国八十八景54番）、坊ちゃんからくり時計、松山城山ロープウェイ、伊佐爾波神社、石手寺、坂の上の雲ミュージアム、湯築城、大観覧車くるりん、萬翠荘、えひめこどもの城、鷹の子温泉、太山寺、円明寺、一草庵、いよてつ高島屋、道後公園、松山総合公園、浄瑠璃寺、浄土寺、繁多寺、道後ぎやまんガラス美術館、子規堂、松山市立子規記念博物館、愛媛県美術館、奥道後温泉、媛彦温泉、松山市総合コミュニティセンター、愛媛県県民文化会館、松山中央公園野球場、北条鹿島・鹿島海水浴場、伊丹十三記念館、道後温泉駅、東雲神社、杖ノ淵公園、湯神社、松山市野外活動センター、興居島、三津の渡し（四国八十八景55番）、松山港まつり、松山まつり、松山野球拳おどり
- 東温市 - 坊っちゃん劇場、クールス・モール、見奈良温泉、白糸の滝、滑川渓谷（四国八十八景62番）、厳寒の氷瀑白猪の滝（四国八十八景61番）
- 砥部町 - 愛媛県立とべ動物園、砥部焼関連（砥部焼陶芸館、砥部町陶芸創作館、砥部焼伝統産業会館など）、権現山、赤坂泉公園
- 久万高原町 - 石鎚山、四国カルスト、大寶寺、岩屋寺、道の駅天空の郷さんさん、面河渓、名勝岩屋・古岩屋、面河山岳博物館
- 伊予市 - 下灘駅、道の駅ふたみ、鎌倉神社、ふたみシーサイド公園、しおさい公園、伊豫稲荷神社、五色浜公園、伊豫之二名島扶桑太鼓
- 松前町 - 松前公園

- 道後温泉
- 松山城
- 四国カルスト（姫鶴平）
- 下灘駅

### 東予

#### 今治圏
- 上島町 - 積善山、インランド・シー・リゾート・フェスパ（四国八十八景59番）
- 今治市島嶼 - 亀老山（四国八十八景57番）、大山祇神社、しまなみ海道、能島、道の駅今治市多々羅しまなみ公園（四国八十八景58番）、今治市村上海賊ミュージアム、道の駅よしうみいきいき館、マーレ・グラッシア大三島、伯方塩業大三島工場、伯方ビーチ、よしうみバラ公園、道の駅伯方S・Cパーク、ところミュージアム大三島、道の駅しまなみの駅御島、大三島藤公園、カレイ山展望台、多々羅キャンプ場
- 今治市本土 - 今治城、来島海峡（四国八十八景56番）・来島海峡展望館、湯ノ浦温泉、タオル美術館ICHIHIRO、サンライズ糸山、仙遊寺、道の駅今治湯ノ浦温泉、野間馬ハイランド、テクスポート今治、糸山公園、伊予国分寺、延命寺、鈍川温泉、鈍川渓谷、世界食文化博物館、南光坊、かわら館、おんまく、お供馬の走り込み

- 積善山山頂からの眺望
- よしうみバラ公園
- 大三島藤公園の鶴姫
- 来島海峡

#### 西条・新居浜圏
- 西条市 - 石鎚山・石鎚登山ロープウェイ、石鎚神社、前神寺、休暇村瀬戸内東予（四国八十八景60番）、本谷温泉、横峰寺・星が森（四国八十八景63番）、吉祥寺、うちぬき、石鎚スキー場、アウトドアオアシス石鎚、ひょうたん池の桜、香園寺、西山興隆寺、鉄道歴史パーク in SAIJO、加茂川、アサヒビール四国工場、瓶ヶ森、笹ヶ峰、伊吹山、長福寺、禎瑞の芝桜、西条祭り、小松祭り、丹原祭り、東予祭り
- 新居浜市 - 別子銅山関連｛旧別子（発祥地）、東平の遺蹟（四国八十八景65番）、マイントピア別子（端出場）、別子銅山記念館、広瀬歴史記念館、日暮別邸記念館など｝、南光院、山根公園、一宮神社、別子ライン、滝の宮公園、新居浜マリーナ、清滝、新居浜太鼓祭り、にいはま納涼花火大会、新居大島八幡宮祭礼

- 休暇村瀬戸内東予
- 禎瑞の芝桜と石鎚山
- 旧端出場水力発電所の内部（マイントピア別子）
- 滝の宮公園

#### 宇摩圏
- 四国中央市 - 霧の森、川之江城、三角寺、翠波高原、三島公園（四国八十八景66番）、紙のまち資料館、みなと祭り・天神祭り花火大会、四国中央紙まつり、土居太鼓祭り、伊予三島太鼓祭り、川之江太鼓祭り

- 霧の森
- 翠波高原
- 三島公園